# Deinopa hiaraka
Deinopa hiaraka là một loài bướm đêm trong họ Erebidae.